# Claude Champagne
Claude Champagne (født 27. maj 1891 i Montreal, Quebec, Canada – død 21. december 1965) var en canadisk komponist.
Champagne studerede violin og klaver i sin ungdom, og tog i 1921 til Paris for at studere musik og komposition. 
Han var da tiltrukket af den modale stilretning, som også forblev hans stil fremover. 
Da han vendte tilbage til Canada, begyndte han at blive involveret i at undervise, og det endte da også med at han grundlage Conservatoire de musique et d´art dramtique du Québec, i 1942.
I 1943 blev han rektor på Montreal Conservatoire. Han var også tilknyttet McGill Conservatory som professor i musik. 
Han skolede mange af Canadas efterfølgende komponister, og satte sit præg på Canadisk musik. Han skrev en symfoni, orkesterværker og kammermusik.

## Udvalgte værker
- Symfoni "Gaspesian" ( (1944) - for orkester
- Klaverkoncert (1948) - for klaver og orkester
- "Hercules og Omphale" (1918) - for orkester
- "Bonde" (1953) - for lille orkester
- "Bydans" (1929-1936 rev. 1954) - for violin og klaver
- "Canadisk suite" (1927) - for kor og orkester
- "Vuggevise" (1933) - for kammerorkester
- "Brasiliansk bande" (1942) - for klaver